# Torre del Moro
Torre del Moro is een plaats (frazione) in de Italiaanse gemeente Cesena.